# Consejo Internacional de Numismática
El Consejo Internacional de Numismática (CIN) (en inglés : International Numismatic Council, INC) es un organismo coordinador internacional creado para promover la cooperación entre investigadores numismáticos e instituciones en este campo o áreas afines. Desde 2015 está registrada oficialmente como asociación y tiene su sede en Winterthur (Suiza).

## Historia
La institución se fundó en 1934 con el nombre de Comisión Internacional de Numismática (Internacional Numismatic Comission), y durante su reconstitución adoptó el nombre de Consejo en 2009.

## Funcionamiento
Está integrado por aproximadamente 160 miembros de 38 países. Las actividades del Consejo, entre las que se encuentran la concesión de subvenciones, el patrocinio de proyectos de investigación (como el Sylloge Nummorum Graecorum) y publicaciones, y la organización del Congreso Numismático Internacional, son coordinadas por un comité de nueve miembros, que son elegidos por. representantes de las instituciones que forman parte de sus congresos internacionales. 
Actualmente el Comité del Consejo Internacional de Numismática está formado por: 
- Ute Wartenberg (presidenta).
- Bernhard Weisser.
- Alejandro Bursche.
- François de Callatay.
- Andrés Prados.
- Haim Gitler.
- Flor Kemmers.
- Frédérique Duyrat.
- Cecilia von Heijne.

El CIN también mantiene, como periódico de actualidad, el blog INC News, abierto a la participación de los miembros de las entidades que lo integran, en cinco idiomas: inglés, francés, español, alemán e italiano.

## Congreso Internacional de Numismática
Cada seis años se celebra el Congreso Internacional de Numismática siendo el mayor encuentro internacional relacionado con la numismática. Desde su séptima edición, en Copenhague, el congreso coincide con el lanzamiento de una nueva edición del Survey of Numismatic Literature, una publicación en la que especialistas en numismática revisan las investigaciones y publicaciones que han ido saliendo a la luz desde el anterior congreso.
Asimismo, en cada edición del congreso se entrega una medalla especial creada al efecto.
La 15.ª edición del Congreso Numismático Internacional tuvo lugar en Messina, Sicilia, del 21 al 25 de septiembre de 2015 ; los siguientes fueron convocados en Varsovia, Polonia, en septiembre de 2021, y en Fráncfort del Meno, Alemania, en septiembre de 2027.